# John Q
John Q. es una película estadounidense dramática estrenada en 2002. La película, cuyo protagonista es Denzel Washington, se realizó bajo la dirección de Nick Cassavetes. También salen actores de la talla de Robert Duvall, James Woods, Anne Heche y Ray Liotta.

## Argumento
Una automovilista está conduciendo peligrosamente por un camino sinuoso, pasando imprudentemente a los autos hasta que se encuentra con un camión Mack que va lento. Mientras intenta pasar, su auto es cercado por un camión que va en dirección opuesta; luego es golpeado por la fuerza del Mack, muriendo en el acto.
Mientras tanto, John Quincy Archibald y su esposa Denise presencian cómo su hijo Michael se desploma en un partido de béisbol y llevan a Michael al hospital. Después de una serie de pruebas en el hospital, el Dr. Raymond Turner y Rebecca Payne, la administradora del hospital, informan a John que su hijo tiene un corazón agrandado y que morirá si no se somete a un trasplante. El procedimiento es muy costoso: $ 250,000 (como mínimo), con un pago inicial de $ 75,000 (30%) requerido para incluir el nombre de Michael en la lista de receptores de órganos. John les dice que está asegurado, pero después de revisar su póliza, le dicen que, debido a que la compañía para la que trabaja redujo a John su turno de trabajo, su seguro de salud ha cambiado y la nueva póliza no cubre la cirugía, lo que obliga a John y Denise a juntar $ 75,000. La familia intenta recaudar el dinero, pero solo logra obtener un tercio del pago necesario. El hospital finalmente se cansa de esperar y planea dar el alta a Michael, y una indignada y angustiada Denise insta a John a hacer algo. No dispuesto a dejar morir a su hijo, John entra a la sala de emergencias del hospital con una pistola, reúne a once rehenes y establece sus demandas: el nombre de su hijo en la lista de receptores lo antes posible o los rehenes mueren. El negociador de rehenes, el teniente Frank Grimes, se retira para dejar que John se calme.
Mientras tanto, John y los once rehenes aprenden más unos de otros. Comienzan a comprender la situación de John y lo apoyan un poco, ya que se asegura de que cada uno de ellos reciba el tratamiento por el que acudieron a la sala de emergencias. Una de ellas, Miriam, está embarazada, y su esposo Steve espera que su primer hijo esté sano. Una joven rehén, Julie, tiene un brazo roto, y ella y su novio Mitch afirman que un accidente automovilístico lo causó. Debido a las discrepancias en su historia, John y otro rehén, Lester, concluyen que están mintiendo y que Mitch golpeó a Julie. Después de un tiempo, John acepta liberar a algunos rehenes para que se agregue el nombre de su hijo a la lista una hora después. Él libera a Steve, Miriam y una rehén llamada Rosa con su bebé.
El jefe de policía de Chicago, Gus Monroe, otorga un permiso a la unidad SWAT para introducir un francotirador en el edificio a través de un conducto de aire. John recibe un disparo, pero solo sufre una herida menor, que se trata de inmediato. Después de disparar, la pierna del francotirador cae a través de las placas del techo. Indignado, John lo saca del conducto de aire y lo golpea. Utilizando al policía SWAT atado como escudo humano, sale a la vista de docenas de oficiales que le apuntan con armas y una gran multitud que lo apoya. John exige que su hijo sea llevado a la sala de emergencias. La policía acepta su solicitud a cambio del francotirador SWAT.
Una vez que llega su hijo, John revela a los rehenes su intención de suicidarse para que su corazón pueda usarse para salvar a su hijo. Persuade al Dr. Turner para que realice la operación, y dos de sus rehenes son testigos de un testamento que indica su última solicitud. John se despide de Michael por última vez y entra en el quirófano. Él carga una bala en el arma; su arma nunca estuvo cargada y él nunca tuvo la intención de matar a ninguno de los rehenes. John aprieta el gatillo, pero el seguro está puesto. Mientras se prepara para terminar con su vida por segunda vez, su esposa se entera de un donante (la mujer que fallece en el accidente al comienzo de la película) que fue trasladada al hospital para la recuperación de órganos. Ella corre a la sala de emergencias y evita que John se dispare, y John libera a los rehenes. A Michael se le opera para salvar su vida y, después de observar el procedimiento con Denise, John es puesto bajo custodia policial. Después, toda la situación se convierte en objeto de un debate nacional sobre la calidad y accesibilidad de los seguros y la atención médica. Tres meses después, en su juicio, todos los testigos hablan en su nombre. Más tarde es absuelto de los cargos de intento de asesinato y de acción criminal armada, pero se le encuentra culpable de detención ilegal. Nunca se revela cuál será su sentencia por el delito, pero su abogado es escuchado y dice que ningún juez le dará "más de tres a cinco (años)" y que ella intentará reducirlo a dos.

## Reparto
- Denzel Washington es John Quincy Archibald.
- Kimberly Elise es Denise Archibald.
- Daniel E. Smith es Michael "Mike" Archibald.
- James Woods es Dr. Raymond Turner
- Anne Heche es Rebecca Payne.
- Robert Duvall es Lt. Frank Grimes
- Ray Liotta es Gus Monroe.
- Shawn Hatosy es Mitch Quigley.
- Heather Wahlquist es Julie Byrd.
- David Thornton es Jimmy Palumbo.
- Laura Harring es Gina Palumbo.
- Eddie Griffin es Lester Matthews.
- Troy Beyer es Miriam Smith.
- Kevin Connolly es Steve Maguire.
- Troy Winbush es Steve Smith.
- Vanessa Branch es Enfermera.
- Martha Chaves es Rosa González